# Karl Peters
Karl Peters (nacido el 23 de enero de 1904 en Coblenza; † 2 de julio de 1998 en Münster (Westfalia)) fue un experto internacional de derecho penal.
Peters estudió Derecho en las Universidades de Konigsberg, Leipzig y Münster. Allí se convirtió en 1922 en miembro de la Fraternidad Católica AV Zollern Münster y se graduó en 1925 con un estudio sobre derecho constitucional. En 1931 hizo su habilitación en la Universidad de Colonia con una tesis sobre la "situación del Juez Penal ...". De 1942 a 1946 fue profesor de Derecho Penal y Procesal Penal en la Universidad de Greifswald, y luego, desde 1946 hasta 1962 trabajó en la Facultad de Derecho de la Universidad de Münster. Hasta su jubilación en 1972 enseñó y realizó investigaciones en la Universidad de Tubinga y otra vez en Münster. También trabajó durante 13 años como fiscal y por muchos años como juez del "Alto Tribunal" (Oberlandesgericht). 
Peters se preocupó en la década de 1950 por una mejor situación en las cárceles de Alemania. Sus contribuciones fueron considerados significativos para la reforma del derecho penal alemán relativo a la crímenes sexuales; además, fue uno de los fundadores de la pedagógica criminal; ayudó también en casos de errores judiciales. Comisionado por el Ministerio Federal de Justicia, se dedicó en la década de 1960, al tratamiento sistemático de errores judiciales.
En 1974 recibió Orden al Mérito de la República Federal de Alemania. 1975 premio fue seguido por el de Cruz de Comendador con Estrella de la Orden de año por el Papa Pablo VI. Peters recibió más honores en 1984 con la adjudicación de doctor honoris causa, Dr. phil. hc de la Universidad de Marburgo, y en 1989 por la concesión de un doctorado honorario en la Facultad de Medicina de la Wilhelms-Universität de Münster.

## Obra
- Con Heinrich Foth: Fehlerquellen im Strafprozess: Eine Untersuchung der Wiederaufnahmeverfahren in der BRD. ("El error en el proceso penal: Un examen de procesos de reapertura en Alemania. Editorial Müller Jur.Vlg.CF (marzo de 1995) ISBN 9783811402157
- Strafprozess: ein Lehrbuch. Heidelberg: Müller, 1985. ISBN 3811411853
- Justiz als Schicksal: ein Plädoyer für ‚die andere Seite'. ("Justicia como destino"). Berlin: De Gruyter, 1979. ISBN 3110080842
- Gescheiterte Wiederaufnahmeverfahren. De Gruyter, 1973.
- Strafrechtspflege und Menschlichkeit. ("La justicia penal y humanidad".) Editores: Wilfried Küper y Klaus Wasserbur. CF Müller, 1988. ISBN 3811417878